# Araucana

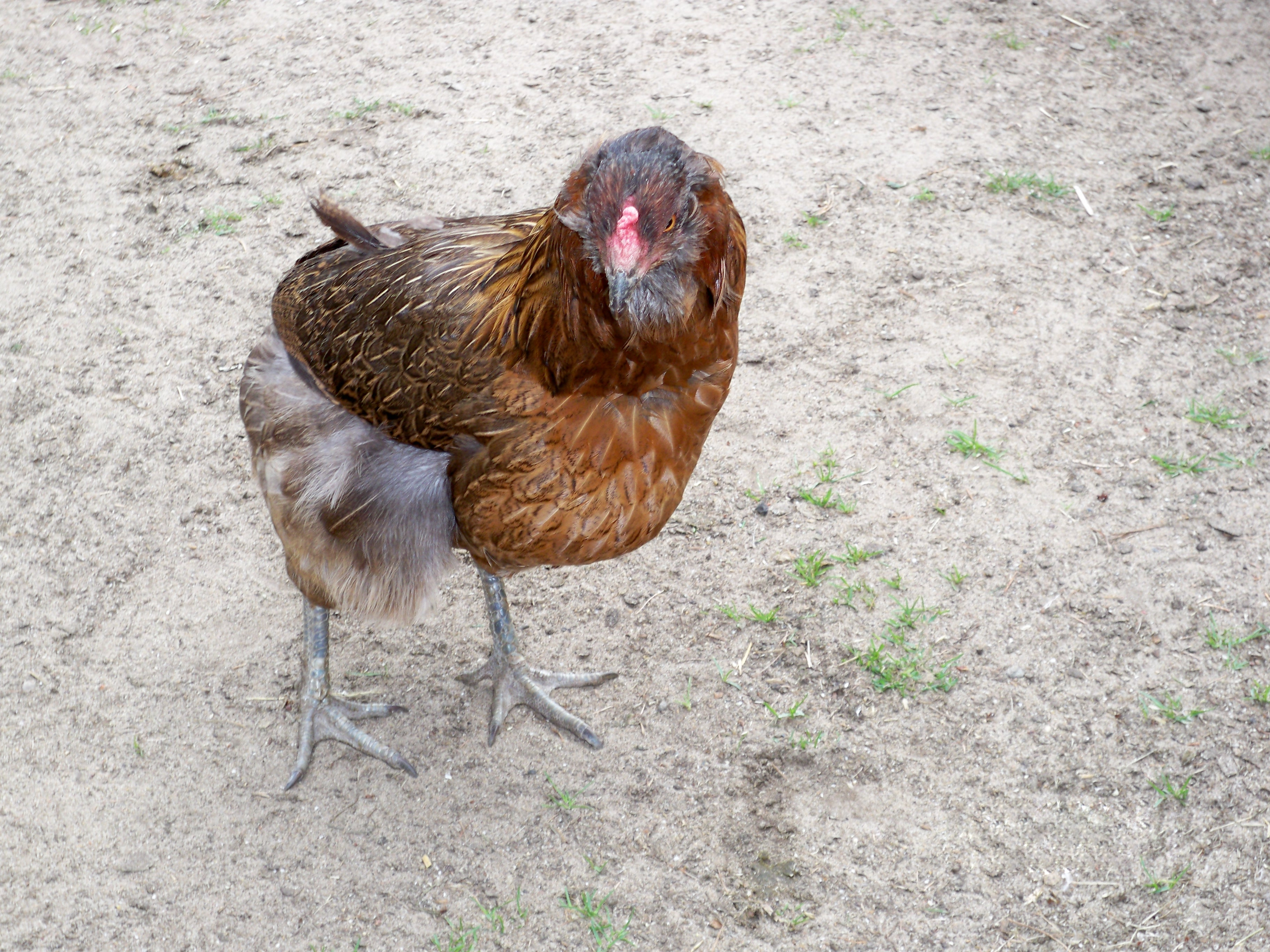
Araucana tojó

Az araucana azon tyúkfajták egyike, amely színes tojása miatt számít egyedinek.

## Fajtatörténet
Mindközül, talán az araucana fajtának van a legérdekesebb története.
Ez a szárnyas, az egykoron Chile területén élő Araucana Indiánok földjéről származik, akik az 1880-as évek közepéig elszigetelten éltek ezen a területen, ellenállva az Európából érkező, hódító hatalmaknak. Az eredeti araucana tyúk szintén egyedülálló, kékes színű tojást tojt és alkata farok toll nélküli volt csakúgy, mint mai társaié. Ezen a területen élt egy másik hasonlóan dekoratív tyúkfajta is, amely bár barna színű tojást rakott és farok tollal bíró volt, csodálatos fültollat viselt dekorációként. Ennek a két genetikailag egyedülálló fajtának a leszármazottja a mai araucana tyúk, amelynek európai változata egyaránt lehet szakállas és fültollas is és valóban türkizkék és türkizzöld tojást rak fészkébe. Háziasítása során, tartása 1890 körül Chile és Brazília határáig terjedt.
(Forrás: Hámori Krisztina - Chickambria)
A legújabb genetikai vizsgálatok váratlan fordulatot eredményeztek az Aracuana tyúk származási történetében. Kiderült, hogy az ősként elismert, pofaszakállas mapuche tyúknak nem volt színes a tojása. Bizonyítható, hogy a tojások kékes illetve zöldes elszíneződésének oka egy retrovírus. Ráadásul ezt a retrovírust az európai hódítók hajójáról az újvilágba kerülő "fertőzött" európai tyúkok vitték magukkal és terjesztették el a helyi állományban. A vírus hatására a kékes-zöld epepigment felhalmozódik a fejlődő tojások héjában. Az, hogy a tojás kékes vagy zöldes árnyalatú lesz, attól függ, hogy a tyúk fehér vagy barna héjú tojást tojik.

## Fajtabélyegek, színváltozatok
Számos különlegességgel rendelkeznek:
- lehet szakáll
- fültoll (nem minden egyeden)
- farktoll nélküliek
- borsó taréj
- tojáshéj színe zöldes, kékes

A kakasok 2,5–3 kg, tojók 1,6–2 kg körüliek. A csüd színe zöldes, fekete-zöldes. A hát közepesen hosszú, váll széles, szárnyak erősen testhez simulnak. Jó tojáshozamúak és húsos testűek.
A törpe araucana 8 színváltozatban ismert.
A fajta nem keverendő össze az Ameraucana tyúkokkal!
Németországban 13 színben elismertek: Vadas, kék-vadas, aranynyakú, kék-aranynyakú, ezüstnyakú, fekete, aranybúza, kékbúza, fekete-vörös, kék-vörös, fehér, kék, szegélyezett.
Európa nagy részén araucana fajtanév alatt a faroktoll nélküli küllem variációt értik. Nagy Britanniában viszont kizárólag a faroktollas-bóbitás típus elismert (lavender araucana). A farkatlanság részleges dominancia elvén öröklődik, ezért farkatlan állatok tenyésztése során is kelhetnek faroktollas utódok. Ezeket is felhasználják a tenyésztésben, mert a sok egymást követő faroktoll nélküli generáció párosításának következtében a törzs rövidül, ami nemkívánatos.

## Tulajdonságok

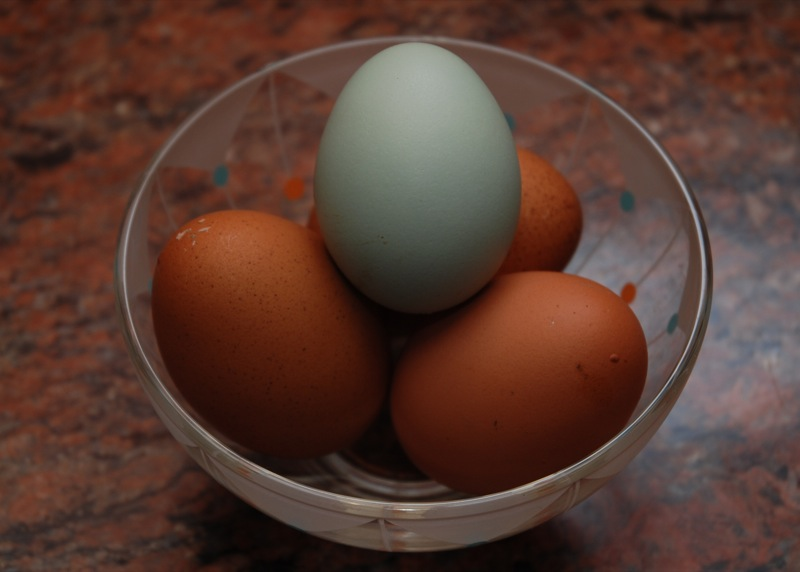
Egy araucana tojás

Ennek a robusztus és nyugodt fajtának nincsenek különösebb igényei a tartással kapcsolatban, viszont nem árt, ha a kerítésüket magasabbra csináljuk, mert szeret repülni. A takarmány azonban jó, ha nem ragacsos, mert így a szakálluk is összeragadhat tőle. Minden bizonnyal az egyik legnépszerűbb fajtává teszi azon tulajdonsága, hogy zöld héjú tojásokat tojik. Ezek egyébként kevesebb kalóriát is tartalmaznak a hagyományos tojással szemben. Kifejezetten húsvétkor tarolnak az araucana tojások. 
| Általános tulajdonságok: | Általános tulajdonságok:          |
| ------------------------ | --------------------------------- |
| Tömege                   | kakas 2 - 2,5 kg, tojó 1,6 – 2 kg |
| Gyűrűmérete              | kakas 18, tojó 16                 |
| Tenyésztojás tömege      | 50 g                              |
| Tojáshéj színe           | zöld, türkizkékes                 |
| Éves tojáshozama         | 180 db                            |